# تپه ده‌ور ۲
تپه ده ور ۲ مربوط به هزاره اول قبل از میلاد - دوره اشکانیان است و در شهرستان کوهدشت، بخش کونانی، دهستان کونانی، ۴۰۰ متری شمال روستای باباگردعلی واقع شده و این اثر در تاریخ ۲۲ اسفند ۱۳۸۵ با شمارهٔ ثبت ۱۸۲۳۴ به‌عنوان یکی از آثار ملی ایران به ثبت رسیده است.